# بیک کمرا
بیک کمرا (انگلیسی: Bic Camera) شرکت خرده‌فروشی ژاپنی است، که در سال ۱۹۶۸ تأسیس شد.